# ريبيكا واتسون
ريبيكا كاي واتسون (بالإنجليزية: Rebecca Kay Watson)‏ هي مدونة وناشطة إنترنت أنثوية ملحدة أمريكية ولدت في يوم 18 أكتوبر 1980 في الولايات المتحدة، تنشط في النسوية والتشكيك في الأديان وتشارك في برنامج The Skeptics' Guide to the Universe منذ سنة 2006.